# 핸섬 데블
《핸섬 데블》(영어: Handsome Devil)은 아일랜드에서 제작된 존 버틀러 감독의 2016년 성장 코미디 드라마 영화이다. 핀 오셰이 등이 출연하였고, 리베카 오플래너건 등이 제작에 참여하였다.

## 출연
- 핀 오셰이
- 니컬러스 갤릿진
- 앤드루 스콧
- 모 던퍼드
- 마이클 매컬해턴
- 루어리 오코너
- 아들 오핸런
- 에이미 휴버먼

## 기타 제작진
- 의상: 캐시 스트래컨